# Колібрі-шаблекрил бразильський
Колі́брі-шаблекри́л бразильський (Campylopterus calcirupicola) — вид серпокрильцеподібних птахів родини колібрієвих (Trochilidae). Ендемік Бразилії. Раніше бразильських колібрі-шаблекрилів вважали сірогрудими колібрі-шаблекрилами, однак у 2017 році вони були описані як окремий вид.

## Опис
Довжина птаха становить 13,9 см, самці важать 7 г, самиці 5,9 г. Верхня частина тіла яскраво-бронзово-зелена, тім'я більш темне з мідним відбоиском. За очима білі плями. Нижня частина тіла блідо-сіра, живіт білуватий, нижні покривні пера хвоста світло-сірі. Махові пера синювато-чорні з металевим відблиском. Центральна пара стернових пер яскраво-бронзово-зелена, наступна пара яскраво-бронзово-зелена з темно-оливково-сірими плямами на кінці, решта стернових пер біля основи яскраво-бронзово-зелені, на кінці у них вузькі темно-оливково-сірі смуги, кінчики у них білі. Райдужки темно-карі, дзьоб довгий, дещо вигнутий, зверху чорний, знизу сірувато-червоний з чорним кінчиком, лапи чорні. Дзьоб у самиць дещо довший, ніж у самців.

## Поширення і екологія
Бразильські колібрі-шаблекрили мешкають у внутрішніх районах на сході Бразилії, на північному сході Гоясу, на південному заході Баїї, на півночі Мінас-Жерайсу, а також, ймовірно, на південному сході Токантінса і на півдні Піауї. Вони живуть в сухих тропічних лісах, що ростуть на виступах вапнякових порід та на вапнякових ґрунтах, на висоті від 460 до 880 м над рівнем моря. Віддають перевагу галерейним лісам. Живляться нектаром квітів з родів Salvia, Justicia і Camptosema, а також Spathodea campanulata, Carica papaya, Delonix regia, Inga laurina, Malvaviscus arboreus та бромелієвих. Гніздяться у вапнякових печерах.

## Збереження
МСОП класифікує цей вид як вразливий. За оцінками дослідників, популяція бразильських колібрі-шаблекрилів становить від 3600 до 22000 птахів. Їм загрожує знищення природного середовища.